# Acaciella chamelensis
Acaciella chamelensis är en ärtväxtart som först beskrevs av Maria de Lourdes Rico, och fick sitt nu gällande namn av Maria de Lourdes Rico. Acaciella chamelensis ingår i släktet Acaciella och familjen ärtväxter. Inga underarter finns listade i Catalogue of Life.